# Jan Klobučar
Jan Klobučar (* 11. Dezember 1992 in Celje) ist ein slowenischer Volleyball-Nationalspieler.

## Karriere
Klobučar spielte zunächst in seiner Heimat bei OK Šoštanj Topolšica und bei OK Gokop Fram. 2011 wechselte er zum slowenischen Spitzenklub ACH Volley Ljubljana, mit dem er viermal nationaler Meister, dreimal Pokalsieger und zweimal Sieger der Mitteleuropäischen Volleyball-Liga wurde sowie regelmäßig in der europäischen Champions League spielte. Klobučar spielt auch in der slowenischen Nationalmannschaft und gewann 2015 die Europaliga sowie die Silbermedaille bei der Europameisterschaft. Anschließend wechselte der Außenangreifer zum deutschen Bundesliga-Aufsteiger United Volleys Rhein-Main. Mit den Frankfurtern kam er ins Halbfinale des DVV-Pokals und auf den dritten Platz in der Bundesliga. In der folgenden Saison gab es das Pokal-Aus im Achtelfinale, bevor die United Volleys wieder das Playoff-Halbfinale erreichten. 2017 wechselte Klobučar zum polnischen Verein MKS Będzin. Bei der Weltmeisterschaft 2018 erreichte er mit der Nationalmannschaft die zweite Gruppenphase. In der Saison 2018/19 spielte er beim italienischen Zweitligisten Pallavolo Piacenza. 2019 wurde er mit Slowenien erneut Vize-Europameister.